# Boletus flammans
Boletus flammans es una especie de hongo bolete unicado en América del Norte. Fue descrito científicamente por Esther A. Snell y Dick Wally en 1965.